# Cyttorak
Cyttorak é um personagem fictício que aparece nos quadrinhos americanos publicados pela Marvel Comics. Uma entidade mística, que alimenta o Fanático através do artefato conhecido como Rubi de Cyttorak.

## Histórico de publicação
Cyttorak foi mencionado pela primeira vez em Strange Tales #124 ("The Lady from Nowhere", setembro de 1964; escrito por Stan Lee), um templo moldado à sua imagem foi visto em The X-Men #12 (julho de 1965; escrito por Stan Lee e desenhado por Jack Kirby e Alex Toth), e realmente apareceu em Doctor Strange, Sorcerer Supreme #44 (agosto de 1992; escrito por Roy Thomas e desenhado por Geof Isherwood).

## Cain Marko, o Fanático
Durante muitas décadas foi de uma de sua joias a fonte de poder de Cain Marko, o Fanático, dando a ele todos os seus poderes, já que ele não era mutante. Foi graças a uma de suas joias que Fanático se tornou um dos seres mais poderosos do Universo Marvel, com um nível de força classe 100 (o mesmo do Hulk), um campo de força que só é perpassado misticamente e uma resistência a danos imensa. Utilizando-se dessas habilidades como arauto de Cyttorak que Marko enveredou para o lado criminoso por muitos anos, lutando principalmente contra os X-Men, mas também contra os Vingadores e até Homem-Aranha. Até que nos últimos anos se tornou herói, mas para Cyttorak quando Marko ignora sua "verdadeira essência" de vilão ele se torna indigno de tamanho poder e vai se tornando mais fraco. Até que ele firma um acordo e obtém todo o seu poder de volta, nesse acordo Cyttorak lhe teleporta para salvar seu meio-irmão, Charles Xavier que estava sofrendo ataques do Hulk e quando esta batalha terminasse Fanático sairia do grupo de heróis onde estava, o Excalibur e voltaria para sua vida criminosa. Apesar de não ser seu desejo, ele cumpre sua promessa com honra e se despede do grupo e volta a ser um temido vilão, mas diferente do esperado ele não comete grandes crimes, apenas assusta donos de bar e consome todo o seu estoque de bebidas.[carece de fontes?]

## Piotr Rasputin, o Colossus
Porém durante a saga A Essência do Medo (em inglês: Fear Itself), Cyttorak acaba escolhendo outro avatar para seu poder, Colossus, pois durante essa saga a Serpente de Midgard havia lançado à Terra diversos martelos feitos em Asgard para algumas pessoas conhecidas como "os Escolhidos", Cain Marko foi uma delas se tornando Kuurt, Quebrador de Pedras, assim ele foi considerado corrompido pela Entidade que então dá sua joia a Colossus para que ele possa então parar Kuurt.[carece de fontes?]

## Aparições em outras mídias
Durante a série animada X-Men: Evolution, Magneto usa as pedras ou joias de Cyttorak para desenvolver alguns mutantes, com alterações que corrompe a moral dos mutantes expostos à radiação da pedra. Passam então, pelo efeito das joias vários mutantes, dentre eles: Dentes-de-Sabre, Mística, Magneto, Ciclope e seu irmão Destrutor.[carece de fontes?]